# Prefectura de Logone Oriental
Logone Oriental fue una de las 14 prefecturas de Chad. Ubicada en el suroeste del país, Logone Oriental cubría un área de 28 035 kilómetros cuadrados y tenía una población de 441 064 en 1993. Su capital era Doba.
Se encontraba dividida en las subprefecturas de Baïbokoum, Bébédjia, Doba y Goré.